# Jesper Bank
Jesper Bank (født 6. april 1957 i Fredericia) er en dansk sejlsportsmand.
Bank har vundet VM tolv gange i fire forskellige bådtyper Drage, Soling, H-båd og Matchrace.
Jesper Bank har deltaget i fire olympiske lege fra 1984 til 2000 og har vundet to guld- og en bronzemedalje i Soling. Til Sommer-OL 1992 i Barcelona fik han guld sammen med Steen Secher og Jesper Seier, og ligeledes til Sommer-OL 2000 i Sydney med Henrik Blakskjær og Thomas Jacobsen, mens han fik bronze i 1988 i Seoul. Derudover har han deltaget i America's Cup for det svenske, Team Victory Challenge i 2003 og tyske United Internet Team Germany i 2007.
Jesper Bank er indehaver af konsulentfirmaet Bank & CO.
Jesper Bank blev den 10. januar 2009 optaget i Dansk idræts Hall of Fame.
I 2013 deltog han i TV 2-programmet Mestrenes Mester.